# Beach Ball (film)
Pour les articles homonymes, voir Beach ball.
Pour plus de détails, voir Fiche technique et Distribution.
Beach Ball est une comédie musicale sortie en 1965 de Lennie Weinrib (en), avec en particulier une apparition du groupe The Supremes.

## Fiche technique
- Réalisateur : Lennie Weinrib
- Musique : Al Capps (en)
- Producteur : Roger Corman
- Genre : Comédie et film musical
- Durée : 83 minutes

## Distribution
- Robert Logan, Bango
- Dick Miller, un flic
- Edward Byrnes, Dick
- Chris Noel (en), Susan
- Gail Gilmore, Deborah